# Zachary Taylor
Zachary Taylor, född 24 november 1784 i Barboursville i Orange County, Virginia, död 6 juli 1850 i Washington, D.C., var en amerikansk militär och politiker. Han blev generalmajor 1846, deltog i Mexikanska kriget 1846–1848 och var president 1849–1850.

## Biografi
Zachary Taylor föddes i Virginia, men växte upp i Louisville, Kentucky, där hans far var en förmögen plantageägare. Den militära karriären började med en direktutnämning till löjtnant 1808. Taylor blev kapten 1810, major 1814, överstelöjtnant 1819, överste 1832 och generalmajor 1846. Han deltog i 1812 års krig, Black Hawk-kriget 1832, andra seminolekriget 1837 och mexikanska kriget 1846–1848. Han gifte sig 1810 med Margaret Mackall Smith Taylor och mellan krigen levde han och familjen den amerikanske gränsofficerens tröstlösa liv på små garnisonsorter i civilisationens utmarker. Sitt arv förvaltade han dock väl och han köpte slavplantager i Louisiana, Kentucky och Mississippi. Vid tiden för det mexikanska krigets utbrott bodde han och familjen på en plantage nära Baton Rouge, Louisiana, där han var garnisonens kommendant.
Sedan USA annekterat Texas 1845 försämrades förhållandet till Mexiko dramatiskt. USA hävdade att gränsen gick vid Rio Grande, Mexiko att den gick betydligt längre österut. Mexiko ansåg att gränsen skulle dras vid Rio Nueces. President James K. Polk skickade Zachary Taylor med en observationskår till det omtvistade landområdet vid Rio Grande. Den mexikanska armén anföll Taylors kår, men besegrades i slagen vid Palo Alto och Resaca de la Palma 8–9 maj 1846. Den amerikanska kongressen förklarade krig några dagar senare. Under kriget utmärkte sig Taylor som segerherre i slagen vid Monterey 21 september 1846 och Buena Vista 22–23 februari 1847.
Som yrkesmilitär hade Zachary Taylor aldrig röstat, men som återvändande krigshjälte blev han föremål för de politiska strategernas uppmärksamhet. Whigpartiet nominerade honom till presidentkandidat 1848 för att han – och inte partiets ledande man, Henry Clay – kunde besegra demokraterna. Som förmögen slavägare var han lockande för sydstaterna, medan nordstaterna såg på honom som en krigshjälte och hoppades att han var en förkämpe för unionen. Under presidentvalskampanjen undvek Taylor att uttala sig om tidens stora politiska stridsfrågor, slaveriet, centralbanken och skyddstullarna. Som president arbetade han för att Kalifornien skulle anslutas till unionen som en icke slavägande stat. När argsinta sydstatpolitiker hotade med unionsupplösning, lovade Taylor att han skulle hänga alla som försökte bryta sönder den federala unionen.
Zachary Taylor dog 1850, som det sägs efter att på en het och fuktig dag ha förätit sig på stora mängder iskall mjölk, kalla körsbär och saltgurkor. Taylors andra dotter, Sarah Knox, rymde 1835 med faderns adjutant, löjtnant Jefferson Davis, senare sydstaternas president, men dog efter bara fyra månaders äktenskap. Taylors ende son Richard blev under det amerikanska inbördeskriget generallöjtnant i sydstatsarmén.